# Безумный город: Остерегайтесь зеленоглазого монстра
«Безумный город: Остерегайтесь зеленоглазого монстра» (англ. Mad City: Beware the Green-Eyed Monster) — одиннадцатый эпизод третьего сезона американского криминального телесериала «Готэм» и 55-й эпизод во всём сериале. Сценарий эпизода был написан сo-исполнительным продюсером Джоном Стивенсом, а режиссёром выступил Дэнни Кэннон. Премьера эпизода состоялась 28 ноября 2016 года на канале FOX. В этом эпизоде, Гордон обнаруживает, что Марио заражен вирусом, и должен остановить его, пока он не женился на Ли, но Марио на шаг впереди него и планирует сделать всё так, чтобы она ненавидела Гордона. Между тем, Нигма получает информацию о смерти Изабеллы и он уверен, что это может быть правдой. Брюс, Селина и Альфред планируют проникнуть в здание суда, получив удивительную помощь.
В целом эпизод получил положительные рецензии с хвалебными отзывами критиков об игре Кори Майкла Смита в эпизоде, но некоторые считают, что концовка стала принудительной.

## Сюжет
В био-лаборатории Готэма гематолог Райан Пфеффер работает над поиском лекарства от вируса, который содержится в крови Алисы Тэтч. После трудового дня мужчина идет в бар, где к нему подсаживается Марио Калви (Фальконе) (Джеймс Карпинелло), который явно его поджидал. Марио заводит разговор о своей предстоящей свадьбе, между делом выясняя профессию Пфеффера, и интересуется, не работает ли мужчина над вирусом Алисы Тэтч и тестом его обнаружения. Марио объясняет свой интерес тем, что его невеста работает в полиции и была судмедэкспертом в деле девушки. Пфеффер отказывается отвечать собеседнику, ссылаясь на секретность информации. Марио убивает мужчину в переулке, сплющив его череп, и ворует его карту-пропуск в био-лабораторию.
В особняке Уэйнов Яков (Жюльен Середович) сообщает Брюсу (Давид Мазуз) и Альфреду (Шон Пертви), что Лука Волк и его телохранитель погибли. Их убил Коготь - палач Суда Сов. Альфред опасается, что Суд узнал о контакте Брюса с Тихой Бандой, и риск их аферы слишком велик, но Брюс не меняет своего решения о сотрудничестве с Яковом.
Тем временем полиция Готэма обнаруживает тело гематолога Райана Пфеффера. Во время изучения улик на месте преступления Джеймс Гордон (Бен Маккензи) обращает внимание Харви Буллока (Донал Лог) на то, что жертве сплющили череп и какая сила для этого нужна. Гордон высказывает версию, что убийство совершил Барнс. Буллок с ним не соглашается, напоминая, что бывший капитан полиции находится в лечебнице Аркхем. Гордон замечает, что с шеи жертвы был сорван какой-то пропуск, затем находит в бумажнике Пфеффера чек из столовой Готэмской био-лаборатории и направляется туда.
Барбара Кин (Эрин Ричардс) появляется в поместье Ван Даля и заявляет Нигме (Кори Майкл Смит), что пришла с миром, а не с целью отомстить за ранение Табиты (Джессика Лукас). Барбара удивлена, что парень перестал искать убийцу Изабеллы. Эдвард уверен, что убийство подстроено врагами мэра, которые видят в Нигме важную политическую фигуру. Кин намекает, что опасность прямо у Нигмы под носом и что убийца - сам Пингвин (Робин Лорд Тейлор), однако Эдвард ей не верит, оправдывая Кобблпота отсутствием мотива. Барбара говорит парню, что Кобблпот влюблен в него, тем самым посеяв сомнения в непричастности мэра к убийству Изабеллы.
Яков приводит Брюса, Альфреда и Селину (Камрен Бикондова) к зданию, которым владеет Суд Сов, и где хранится компрометирующая его информация. Они обсуждают охрану и сигнализацию здания, обдумывая варианты, как попасть внутрь. Яков сообщает, что ранее его банде удалось взломать одно из окон, и что он знает код доступа, открывающий парадную дверь изнутри. Также он рассказывает, что сейф с секретной информацией находится в комнате, пол которой защищен сигнализацией в виде инфракрасной сети, и эту комнату можно пересечь только по веревке. Союзники принимают решение не медлить с ограблением, потому что Коготь уже у них на хвосте.
Джеймс Гордон приходит в Готэмскую био-лабораторию и сообщает охраннику, что гематолога Райана Пфеффера убили. Он просит мужчину сообщить, если пропуск Пфеффера засветится. Узнав, что пропуском уже воспользовались, но пока только на вход, Гордон требует вызвать полицию и мчится в лабораторию, где находит еще одного убитого сотрудника. Внезапно Джеймса оглушает Марио, и пока Гордон лежит на полу без сознания, Марио оставляет на его руке метку. К тому времени, когда Гордон очнулся, в лаборатории уже работает полиция. Буллок выясняет, что его напарник не видел нападавшего, и сетует на камеры, которые также его не засекли. Люциус Фокс (Крис Чалк) докладывает, что документы с описанием опытов над кровью Алисы Тэтч пропали, и обращает внимание Гордона на слово «Аркхем», написанное на его руке. Буллок намекает на заключенного в лечебнице Барнса, но Гордон говорит, что тот здесь ни при чём. Он отправляется в Аркхэм, чтобы навестить Джарвиса Тэтча (Бенедикт Сэмюэл) и сообщить, что в городе появился новый зараженный. Во время разговора Гордон понимает, что зараженный появился не случайно, и обвиняет Тэтча в намеренном заражении человека, требуя сообщить ему имя. Джарвис сознается в содеянном, однако не указывает на конкретного человека. Вовлеченный в игру с рифмованными строчками, затеянную Джеймсом, Тэтч случайно проговаривается, что та, которую Джеймс любит, умрет и что жертва заражения - врач. Гордон мгновенно делает вывод, что убийцей является Марио.
Марио Калви (Фальконе) арестовали и три раза взяли его кровь на анализ, однако Люциус Фокс подтвердил, что все три пробы чистые - Калви не является зараженным. Гордон обвиняет Марио в проникновении в био-лабораторию для того, чтобы найти информацию, как обойти тест на заражение, и обещает доказать его виновность.
Между тем в особняке Ван Даля Нигма приносит на подпись Освальду Кобблпоту заявление об увольнении. Пингвин не хочет отпускать его и слишком эмоционально реагирует на желание Нигмы уйти. Эдвард намекает другу, что после трагедии с Изабеллой он хотел бы быть Кобблпоту ближе, чем сотрудник, и даже ближе, чем друг. Окрыленный Освальд признается в романтических чувствах к Эдварду, однако Нигма отстраняется от Пингвина и говорит, что его намек был неправильно понят, и речь шла о деловом партнерстве. Он убеждается в словах Барбары Кин и понимает, что за убийством Изабеллы действительно стоит Кобблпот. Нигма быстро уходит, оставляя Пингвина в замешательстве.
Гордон врывается в дом, где живут Лесли Томпкинс и Марио Калви (Фальконе), и находит последнего сидящим в кресле с телефоном в руке. Марио говорит, что якобы случайно взял телефон Ли и прочитал сообщение от Джеймса. Калви вновь утверждает, что не заражен вирусом, Джеймс обещает доказать обратное и говорит, что это всего лишь вопрос времени. Также он рассказывает свою версию, как Марио удалось заразится. Калви приставляет Виктора Зсасза (Энтони Кэрриган) для наблюдения за Гордоном, но через некоторое время Зсасз отпускает его.
Нигма представляет себе, как собственноручно убивает Кобблпота на общественном мероприятии, но не может заставить себя сделать это в реальности. Пингвин предлагает Эдварду сделать вид, будто ничего не было, и вернуть их отношения в прежнее русло, и Нигма, казалось бы, соглашается.
Гордон врывается в церковь и застает Ли Томпкинс в последних приготовлениях к свадебной церемонии. Джеймс просит ее не выходить замуж за Марио. Ли возмущена тем, что полиция арестовала Марио в день свадьбы и заставила сдать целых три пробы крови, которые в итоге оказались чистыми. Гордон пытается убедить ее, что Марио подделал результаты теста. Ли догадывается, что Джеймс навещал в Аркхэме Джарвиса Тэтча, и убеждена, что Тэтч им манипулирует. Женщина злится на Гордона, а тот наконец понимает, чего добивался Марио - выставить Джеймса ревнивым бывшим. Он решается на отчаянный шаг и признается Ли, что до сих пор любит ее, высказывая все то, что уже давно хотел сказать. Томпкинс срывается, проклинает Гордона, ударяя его по лицу, и просит Кармайна Фальконе вывести Джима из церкви. Ли с Марио женятся.
Тем временем Яков не приходит на встречу с Брюсом, потому что Коготь уже успел схватить его и убить. Альфред и Брюс решаются идти на дело одни. К ним присоединяется Селина.
Одновременно с этими событиями в полицейском участке Люциус говорит Буллоку, что Марио мог подделать результаты теста с помощью определенных медикаментов, и этого факта достаточно для получения ордера на обыск квартиры Калви.
Брюс, Альфред и Селина проникают в здание и пробираются к хранилищу. Селина по веревке пересекает комнату и открывает сейф, в котором обнаруживает хрустальную фигуру совы. В это время на них нападает Коготь, команда с боем пытается пробиться обратно к выходу. Неожиданно на помощь приходит таинственная женщина, которая ранее следовала за ними. Она отвлекает убийцу, и Альфред убивает его ударом кинжала в шею. Женщина снимает шляпу и темные очки, и Селина узнает в ней свою мать Марию (Ивана Миличевич). Все вместе они покидают здание.
Полиция устраивает обыск в квартире Калви, где Люциус Фокс находит медикаменты, с помощью которых можно обойти тест на вирус. Буллок сообщает, что Ли с Марио ускользнули с праздника в честь их свадьбы.
Нигма приходит к Сиренам и решает объединиться с Барбарой, Табитой (Джессика Лукас) и Бутчем (Дрю Пауэлл), чтобы уничтожить Кобблпота и все, что он любит.
Ли и Марио находятся в доме у озера - убежище Кармайна Фальконе. Чтобы удостоверится, что всего его планы осуществились, Марио спрашивает Ли, осталась ли в ней частичка, испытывающая чувства к Джеймсу Гордону, на что та отвечает, что всегда будет им дорожить, однако выбор сделала в пользу Марио. Мужчина пытается скрыть свою ярость.
Гордон приходит к Кармайну Фальконе, требуя выдать местоположение его сына. Оказывается, Фальконе знал, что с Марио что-то происходит, но не подозревал о вирусе. В конечном счете он называет Гордону место, но берет с того обещание, что Марио вернется живым. Джеймс подъезжает к дому у озера и врывается в тот момент, когда Марио, полностью захваченный вирусом, заносит над Лесли руку с ножом. Гордон расстреливает мужчину, нож выпадает из руки в воды озера. Ли смотрит на Гордона с шоком и ужасом.

## Производство

### Разработка
В ноябре 2016 было объявлено, что одиннадцатый эпизод сезона будет назван «Остерегайтесь зеленоглазого монстра» и то, что сценарий был написан Джоном Стивенсом, а режиссёром эпизода выступил Дэнни Кэннон.

### Кастинг
31 октября 2016 года Ивана Миличевич была выбрана на роль мамы Селины - Марии Кайл, охарактеризованной как «жесткий оператор с арсеналом умений для выживания на улице, бродяга мирового класса, способная скрыть свое истинное лицо под множеством масок. 'Преступница до кончиков пальцев', она готова использовать что-угодно и кого-угодно, чтобы получить желаемое. Однако, её единственной слабостью является дочь, которую она оставила — единственный человек в мире, которого она искренне любит». Камрен Бикондова заявила, что «На самом деле не все складывается так, как ожидала Селина... Это не приведет ни к чему хорошему!» Мэгги Геха и Майкл Чиклис не появятся в эпизоде в своих ролях. В отличие от анонсов ноября 2016 года, в сообщениях не было отмечено никаких приглашенных звёзд.

## Реакция

### Зрители
Эпизод посмотрели 3.37 миллиона зрителей с долей 1.0/3 среди взрослых в возрасте от 18 до 49 лет. Это было снижение на 3 % зрительской аудитории из предыдущего эпизода, за которым наблюдали 3.44 миллиона зрителей с 1.1/4 в демографии 18-49. С этим рейтингом, «Готэм» занял второе место на канале FOX, за «Люцифером», пятое (и последнее) по своему временному интервалу и седьмое за ночь после передачи «CMA Country Christmas», сериала «Люцифер», «Вне времени», повторного показа «Кевин подождет», повторного показа «Теории Большого взрыва», и шоу «Голос».
Благодаря видеорегистратору Live+7 просмотр корректировался, эпизод посмотрели 5.07 миллионов зрителей и имели общую оценку 1.7 в демографии 18-49.

### Реакция критиков
| Рейтинги                        | Рейтинги |
| Издание                         | Оценка   |
| ------------------------------- | -------- |
| Rotten Tomatoes (Tomatometer)   | 71%      |
| Rotten Tomatoes (Average Score) | 7.0      |
| IGN                             | 7.6      |
| TV Fanatic                      | [ 8 ]    |
| TV Overmind                     | [ 9 ]    |

Эпизод «Безумный город: Остерегайтесь зеленоглазого монстра» получил в целом положительные обзоры от критиков. Эпизод получил рейтинг 71 % со средним рейтингом 7.0 из 10 на сайте Rotten Tomatoes.
Мэтт Фоулер из IGN дал эпизоду «хорошие» 7.6 из 10 и написал в своём вердикте: «„Остерегайтесь зеленоглазого монстра“ была достойным осенним началом для „Готэма“, сосредотачиваясь в большой степени на Джиме и подвергшем пыткам в любовном романе с Ли. Вместо этого, разделить их дальше друг от друга с мрачностью, напоминающей спираль Гордона с прошлого сезона. Жаль, что концовка этого эпизода стала принудительной».
Ник Хоган из TV Overmind дал прекрасные 5 из 5, сочиняя, что «Готэм сделал это — работа получилась для меня запущенной для половины сезона с одним из его лучших эпизодов сезона до сих пор. „Остерегайтесь зеленоглазого монстра“ сделала своевольную работу не только по описанию различных сторон ревности, но и делает это настолько способным, что судороги отличаются с этой историей».
Сейдж Янг из EW дал эпизоду рейтинг «B» и заявил: «Вот свадебный конец для вас: Когда Вы все еще любите невесту, не имеет значения, сколько невинных убил жених. Если вы навсегда не поддержите свой мир так или иначе, вы оторвётесь, будучи похожи на толчок. Джим Гордон извлек этот урок, когда он обнаружил пугающую правду о женихе Ли, Марио — ей, на вид благородному доктору, который отворачивался от преступного образа жизни его семьи и выбрал карьеру обслуживания вместо этого».
Лиза Бабик из TV Fanatic, дала прекрасные 5 из 5, указав: «Мы всегда знали, что „Готэму“ было нужно прикосновение женщин, и если у Барбары есть свой путь, она собирается стать новой Королевой преступного мира „Готэма“. И много другого сумасшедшего материала произошло в одиннадцатом эпизоде третьего сезона. Было достаточно заставить вашу голову взломать со страхом, замешательством или сочетанием обоих». Винни Манкусо из New York Observer написал, "Так что, здесь мы видим другой осенний финал «Готэма» приходят и уходят, и нас оставляют со всеми в значительно худшем месте. Давайте начнем с Джима, который в течение этого эпизода справляется настолько трудно и так часто, что объединенный шум тромбона его действий разорвал в целом другое измерение, где все общаются только через темные, угрюмые взгляды и стиснутые линии подбородка.
МэриЭнн Слиэсмен из TV.com написала, «Я была в строгости с этим сезоном „Готэма“, потому что трудно наблюдать ряд, показывающий франшизу, о которой я забочусь, и о актерах, которых я действительно должна любить. Я знаю, что „Готэм“ может добиться большего успеха. Он добился большего успеха. Возможно, наконец вытаскивая всю ерунду крови Тэтч из её системы, Марио и подготовка для войны толпы между Пингвином и его бывшими друзьями, и официально берущий Суд Сов, которых „Готэм“ пытается восстановить на самом сильном из его корней». Сидней Баксбоум из Nerdist написал, «Представьте, осенний финал — право взрывать вещи в Готэме!… Да, безопасно сказать, что ничто не будет тем же самым, когда „Готэм“ возвратится из его мини-зимней паузы».
Роберт Янис-младший из Screenrant написал, «С одним из центральных отношений шоу теперь в серьезной опасности, остальная часть третьего сезона, конечно, внесёт интригующие изменения в преступный мир». Кэйти Бёрт из Den of Geek дал 2 из 5 и написал, «Были такие вещи, чтобы любить приблизительно осенний финал, но они были омрачёны возвращением главного героя, от которого действительно трудно отстать (Парни, Джим Гордон стреляет в большое количество людей)».